# Raddea sherpa
Raddea sherpa là một loài bướm đêm trong họ Noctuidae.